# Liga prvaka u hokeju na ledu 2008./09.
Prva sezona Lige prvaka u hokeju na ledu započela je u sezoni 2008./09. Liga je imala 12 momčadi koje su bile podijeljene u četiri skupine s po tri momčadi. Utakmice, njih 30, igrale su se srijedom. 
Po dva predstavnika u premijernoj sezoni imale su: Češka, Finska, Švedska i Rusija, a po jednog: Slovačka, Švicarska i Njemačka. O posljednjem sudioniku je Međunarodna hokejaška federacija (IIHF) odlučila naknadno. Pobjednici skupina plasirali su se u polufinale. Završna utakmica trebala je biti odigrana u siječnju 2009. godine. 
Pobjednik lige prvaka borio se za trofej Victoria, i to protiv prvaka NHL-a. Novčane nagrade u ovom natjecanju su izdašne: za nastup se dobilo 300.000,00 €, za svaku pobjedu 50.000,00 €, a 200.000,00 € za plasman u polufinale. Pobjednik je postao bogatiji za dodatnih 1.000.000,00 €, a finalist za 500.000,00 €. 
Pobijedio je ZSC Lions iz Švicarske. Nakon prve sezone, natjecanje je ugašeno.